# 金山屯区
金山屯区（きんざんとん-く）は中華人民共和国黒竜江省伊春市にかつて存在した市轄区。

## 歴史
1943年（康徳10年）、当時湯原県の管轄区区域であった金山屯に金山屯駅が設置された。1945年（民国34年）8月、日本の敗戦に伴い満州国が崩壊すると中国共産党の解放区が設置され、1947年（民国36年）から翌年にかけ、ジャムス市より96戸が移住し「学習村」を建設、湯原県南岔区の管轄とされた。
1952年、森林勘察隊の森林資源調査の際に豊な森林が存在したことにより大豊溝と改称され、同年4月に大豊森工分局が設置された。同年10月には新設された伊春県に、1957年、地級市として成立した伊春市に移管されている。1962年12月17日、伊春市の市轄区として大豊区が成立、1983年12月24日に金山屯区と改称された。

## 行政区画
2街道を管轄：
- 街道弁事処：奮闘街道、金山街道

## 交通

### 鉄道
- 中国鉄路総公司
  - 南烏線

（南岔方面）- 金山屯駅 -（伊春方面）